# Дурбах (коммуна)
Дурбах (нем. Durbach) — община в Германии, в земле Баден-Вюртемберг.
Подчиняется административному округу Фрайбург. Входит в состав района Ортенау. Население составляет 3814 человек (на 31 декабря 2010 года). Занимает площадь 26,33 км².

## Достопримечательности
- В коммуне расположен Замок Штауфенберг (Шварцвальд), 11 век.

## Города-побратимы

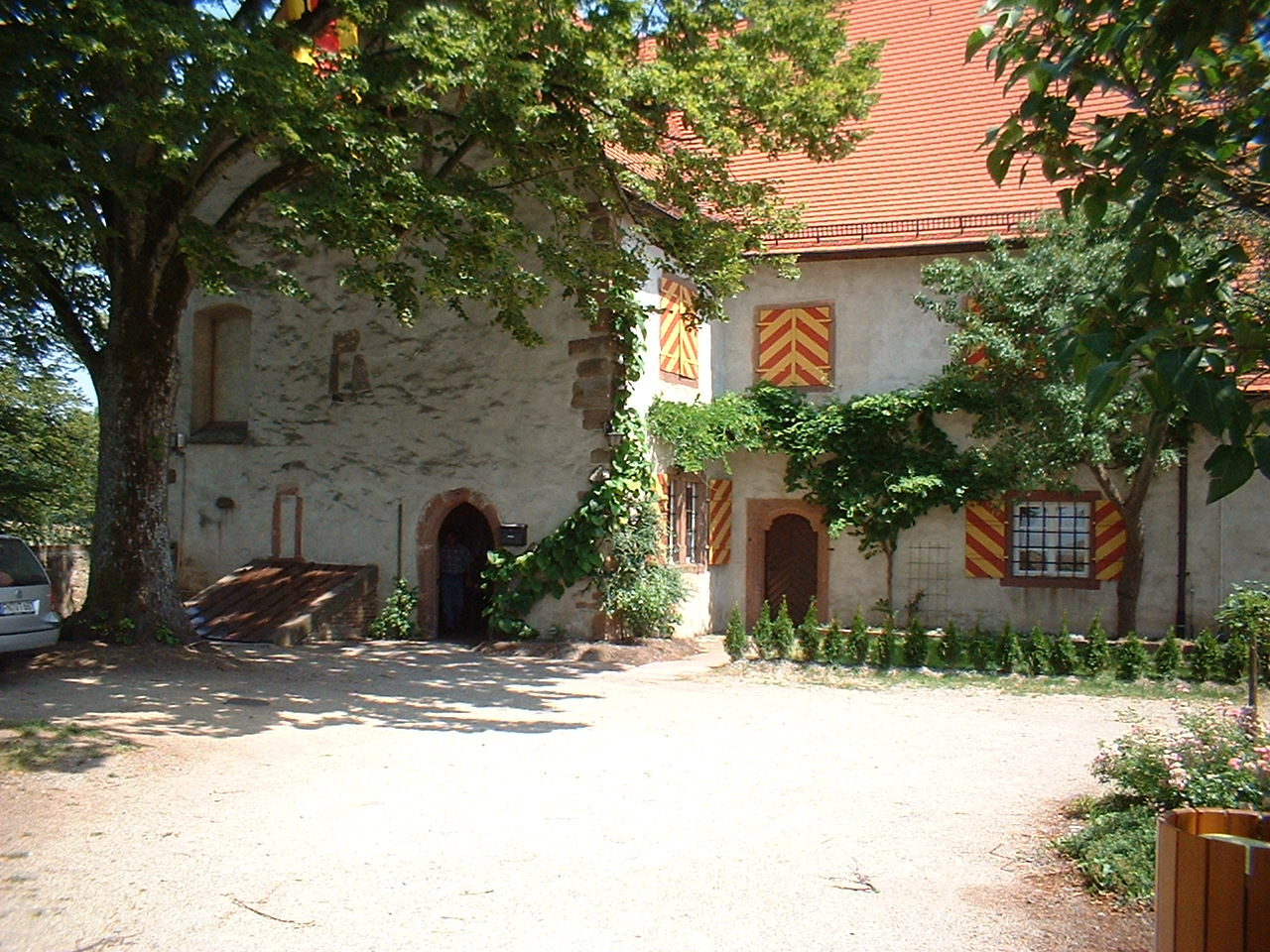
Замок

- Шатобернар (Франция, с 1993)[3]